# دانشگاه آزاد اسلامی واحد اهر
در حال حاضر دانشگاه آزاد اسلامی واحد اهر با درجۀ سازمانی بسیار بزرگ و بیش از ۳٬۵۰۰ نفر دانشجو در ۱۳۱ رشتۀ تحصیلی در مقاطع دکترا ۱۲ رشته، ۵۴ رشته در مقطع کارشناسی ارشد، ۵۶ رشته در مقطع کارشناسی و ۹ رشته درمقطع کاردانی و با ۱۱۸ نفر هیئت علمی تمام وقت شامل ۱ نفر دانشیار، ۵۴ نفر استادیار، ۳۲ نفر بورسیۀ دکتری، ۳۱ نفر مربی و بیش از ۱۰۵ نفر حق‌التدریس و به‌عنوان بزرگ‌ترین مجتمع آموزشی منطقۀ ارسباران و شمال‌شرق استان آذربایجان شرقی در شهرستان اهر فعالیت دارد. این دانشگاه هم‌اکنون دارای سه دانشکدۀ مصوب علوم انسانی، فنی و مهندسی و علوم پایه داشته و دارای دو کتابخانۀ مرکزی و انسانی بوده و بالغ بر هم‌اکنون بیش از ۵۳٬۰۰۰ جلد کتاب با عناوین و تخصص‌های مختلف علوم انسانی، فنی و مهندسی، علوم پایه، پزشکی و کتب مرجع به زبان‌های فارسی و لاتین موجود است.
بیش از ۱۰۰ نفر عضو باشگاه پژوهشگران جوان بوده و ۹ نفر آنها نیز عضو استعدادهای درخشان باشگاه سازمان مرکزی دانشگاه آزاد اسلامی می‌باشد که از این افراد بیش از ۲۰ اختراع ثبت شده‌است.
این دانشگاه دارای سه مجله به‌صورت فصلنامه بوده که مجلۀ فضای جغرافیایی به‌صورت علمی پژوهشی و مجلات شیمی در محیط زیست و هوش مصنوعی به صورت علمی-تخصصی منتشر می‌شود.
این دانشگاه تاکنون ۱۵ جلد کتاب از تألیفات استادان تمام وقت دانشگاه را چاپ کرده و به بازار کتاب عرضه کرده‌است.
در بخش آزمایشگاه‌ها نیز بیش از ۱۰۰ آزمایشگاه و کارگاه با تجهیزات و دستگاه‌های مجهز به فناوری‌های نوین راه اندازی شده که در این آزمایشگاه‌ها استادان، دانشجویان و پژوهشگران می‌توانند از امکانات و تجهیزات آنها در راستای تحقیق و پژوهش بهره‌مند شوند.
همچنین سایتهای آموزشی و اینترنتی با پهنای باند ۱۰ مگابایت بر ثانیه و سیستم وایلس برای بهره‌مندی عموم استادان و دانشجویان راه‌اندازی شده‌است.
دانشگاه آزاد اسلامی واحد اهر در زمینی به مساحت ۱۸ هکتار و ۶۵٬۰۰۰ متر مربع زیربنا در قالب ۱۶ ساختمان آموزشی، پژوهشی، رفاهی و فرهنگی، ورزشی، ۸ سوله صنعتی و خدماتی بزرگترین مجتمع آموزش عالی منطقۀ ارسباران در استان آذربایجان شرقی می‌باشد [۱]

## تاریخچه
دانشگاه آزاد اسلامی واحد اهر در سال ۱۳۷۲ با موافقت سازمان مرکزی دانشگاه و مساعدت مسئولین محلی با دریافت مجوز تأسیس اعلام موجودیت نمود و از مهرماه ۱۳۷۳ با پذیرش دانشجو در دو رشته کامپیوتر و برق در مقطع کاردانی در ساختمان استیجاری آموزش و پرورش فعالیت علمی و آموزشی خود را در این شهرستان آغاز کرد و به یمن این حرکت فرهنگی و همراهی هیئت امناء و مسئولین اجرایی با تهیه زمین جهت احداث مجتمع آموزشی و آغاز عملیات اجرائی و ساختمانی در مهرماه ۱۳۷۶ فاز اول مجتمع دانشگاهی واحد اهر به اتمام رسید.

## موقعیت جغرافیایی
این دانشگاه در ۵ کیلومتری شهر اهر در جاده اهر – تبریز قرار دارد. شهر اهر یکی از شهرهای استان آذربایجان شرقی است. فاصله این دانشگاه تا شهر تبریز ۹۵ کیلومتر می‌باشد.

## مجلات علمی
1. مجله فضای جغرافیایی دارای رتبه علمی-پژوهشی (وزارت علوم تحقیقات و فناوری)
2. مجله کاربرد شیمی در محیط زیست با مجوز از کمیسیون نشریات دانشگاه آزاد اسلامی
3. مجله هوش مصنوعی به زبان انگلیسی با مجوز از کمیسیون نشریات دانشگاه آزاد اسلامی

## رشته‌های دانشگاه

### دکترا
1. مهندسی شیمی
  1. آموزش زبان انگلیسی
  2. زبان و ادبیات فارسی
  3. مهندسی معدن – اکتشاف مواد معدنی
  4. زیست‌شناسی - ژنتیک مولکولی
  5. آب و هواشناسی - اقلیم‌شناسی
  6. معماری
  7. علوم زمین‌شناسی- پترولوژی
  8. مهندسی برق - مخابرات سیستم
  9. مهندسی معدن - استخراج مواد معدنی
  10. زبانشناسی
  11. شیمی - شیمی آلی

### کارشناسی ارشد
1. 1. زبان و ادبیات فارسی
  2. زبان و ادبیات فارسی-ادبیات کودک و نوجوان
  3. آب و هواشناسی-آب و هواشناسی سینوپتیک
  4. ژئومورفولوژی- ژئومورفولوژی و آمایش محیط
  5. مدیریت ورزشی- مدیریت بازاریابی در ورزش
  6. زبان و ادبیات انگلیسی
  7. آموزش زبان انگلیسی
  8. زبان‌شناسی همگانی
  9. روانشناسی بالینی
  10. روانشناسی عمومی
  11. حقوق خصوصی
  12. حقوق عمومی
  13. حقوق ثبت اسناد و املاک
  14. فقه و مبانی حقوق اسلامی
  15. مدیریت کسب و کار-عملیات و زنجیره تأمین
  16. مدیریت کسب و کار-سیستم‌های اطلاعاتی و فناوری اطلاعات
  17. مهندسی شیمی-بهداشت، ایمنی و محیط زیست
  18. مهندسی شیمی-بیوتکنولوژی
  19. مهندسی معدن-اکتشاف معدن
  20. مهندسی عمران-آب و سازه‌های هیدرولیکی
  21. مهندسی عمران-راه و ترابری
  22. مهندسی عمران-سازه
  23. مهندسی عمران-زلزله
  24. مهندسی عمران-مدیریت منابع آب
  25. مهندسی نقشه‌برداری-ژئودزی
  26. مهندسی نقشه‌برداری-سنجش از دور
  27. مهندسی شیمی-طراحی فرایند
  28. مهندسی شیمی-پلیمر
  29. مهندسی مکاترونیک
  30. مهندسی برق ـ الکترونیک قدرت و ماشینهای الکتریکی
  31. مهندسی برق - سیستم‌های قدرت
  32. مهندسی برق ـ مدارهای مجتمع الکترونیک
  33. مهندسی برق ـ مخابرات سیستم
  34. مهندسی برق ـ مخابرات نوری
  35. مهندسی برق- کنترل
  36. مهندسی پزشکی-بیوالکتریک
  37. مهندسی پزشکی-بیومواد
  38. مهندسی مکانیک-تبدیل انرژی
  39. مهندسی کامپیوتر-معماری سیستم‌های کامپیوتری
  40. معماری داخلی
  41. مهندسی معماری
  42. طراحی شهری
  43. مدیریت پروژه و ساخت
  44. ژنتیک
  45. بیوشیمی
  46. میکروبیولوژی صنعتی
  47. فیتوشیمی
  48. شیمی-شیمی دارویی
  49. شیمی-شیمی آلی
  50. شیمی-شیمی کاربردی
  51. ژئوفیزیک-زلزله‌شناسی
  52. علوم زمین-زمین‌شناسی مهندسی
  53. علوم زمین-زمین‌شناسی اقتصادی
  54. علوم زمین-سنجش از دور زمین شناختی
  55. کار آفرینی-کسب و کار جدید
  56. حسابداری

### کارشناسی
1. مهندسی کامپیوتر
  1. مهندسی برق
  2. مهندسی عمران
  3. مهندسی نقشه‌برداری
  4. مهندسی معدن
  5. مهندسی معماری
  6. مهندسی شیمی
  7. مهندسی پلیمر
  8. مهندسی مکانیک
  9. مهندسی پزشکی
  10. حقوق
  11. علوم قضایی
  12. فقه و حقوق اسلامی
  13. جغرافیا
  14. مدیریت بازرگانی
  15. مدیریت مالی
  16. حسابداری
  17. زمین‌شناسی
  18. زیست‌شناسی سلولی و مولکولی
  19. میکروبیولوژی
  20. آموزش زبان انگلیسی
  21. زبان و ادبیات فارسی
  22. شیمی کاربردی
  23. روانشناسی
  24. فیزیک
  25. علوم ورزشی

### کارشناسی ناپیوسته
1. 1. مهندسی تکنولوژی نرم‌افزار کامپیوتر
  2. مهندسی تکنولوژی برق - قدرت
  3. مهندسی فناوری شبکه‌های انتقال برق
  4. مهندسی تکنولوژی کنترل - ابزار دقیق
  5. مهندسی اجرایی عمران
  6. مهندسی فناوری عمران - نقشه‌برداری
  7. معماری
  8. مهندسی فناوری مکانیک خودرو
  9. مهندسی فناوری مکانیک - تأسیسات حرارتی و برودتی
  10. مهندسی فناوری صنایع شیمیایی
  11. مهندسی فناوری معدن - استخراج معادن زیر زمینی
  12. تربیت بدنی و علوم ورزشی- مدیریت و برنامه‌ریزی تربیت بدنی
  13. حسابداری
  14. مدیریت بازرگانی
  15. آموزش زبان انگلیسی
  16. مهندسی فناوری متالوژی - ذوب فلزات
  17. مهندسی فناوری مکانیک - ماشین ابزار

### کاردانی پیوسته
1. ساختمان - کارهای عمومی ساختمان
  1. الکترونیک - الکترونیک عمومی
  2. الکتروتکنیک - برق صنعتی
  3. الکتروتکنیک - تأسیسات الکتریکی
  4. تربیت بدنی- تربیت بدنی
  5. نرم‌افزار کامپیوتر
  6. مکانیک خودرو - مکانیک خودرو
  7. نقشه‌کشی معماری- معماری
  8. حسابداری
  9. ساخت و تولید - قالب سازی
  10. ساخت و تولید -ماشین‌افزار

### کاردانی ناپیوسته
۱ ریاضی
۲ نرم‌افزار کامپیوتر
۳ برق الکترونیک
۴ برق قدرت
۵ کاردان فنی عملیات پتروشیمی
۶ کاردان فنی عمران
۷ کاردان فنی ساختمانهای بتنی
۸ تکنولوژی آبیاری
۹ ادبیات فارسی
۱۰ آموزش زبان انگلیسی
۱۱ کاردان فنی آب و فاضلاب
۱۲ حسابداری

## رشته‌های در دست اقدام

### دکترا
1. مهندسی پلیمر
2. داروسازی
3. مهندسی برق
4. مهندسی عمران